# آنا هوارد شاو

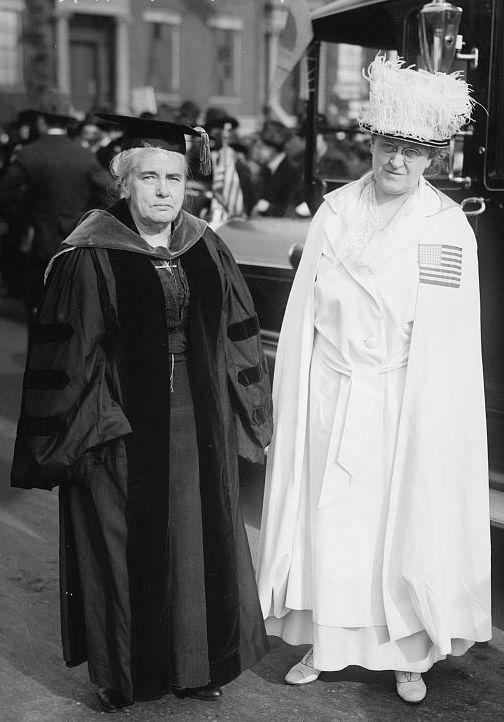
کری چپمن کت و آنا هوارد شاو در سال ۱۹۱۷

آنا هوارد شاو (انگلیسی: Anna Howard Shaw; ۱۴ فوریهٔ ۱۸۴۷ – ۲ ژوئیهٔ ۱۹۱۹) رهبر جنبش حق رأی زنان در ایالات متحده آمریکا بود. او همچنین یک پزشک و یکی از نخستین وزرای متدیست زن در این کشور بود.

## زندگی
آنا هوارد شاو در سال ۱۸۴۷ در نیوکاسل، انگلستان متولد شد. هنگامی که او چهار ساله بود، به همراه خانواده اش به ایالات متحده مهاجرت کردند و در لارنس، ماساچوست مستقر شدند. زمانی که شاو دوازده ساله بود، پدرش وعده سیصد و شصت هکتار زمین در بیابان شمال میشیگان را داد و مادرش با پنج کودک جوان را به تنهایی به آنجا فرستاد.
مادرش خانه خود در میشیگان را به عنوان مزرعه انگلیسی با «مراتع عمیق، آسمان‌های آفتابی و علف‌های هرز» پیش‌بینی کرده بود، اما پس از ورودشان تمامی این تصورات از بین رفت و با بیابانی مواجه شد که ۴۰ مایلی از اداره پست و ۱۰۰ مایلی از راه‌آهن بود.
در این محل خانواده شاو با خطرات زندگی در مرز مواجه شدند. شاو در طول این دوره بسیار فعال شد و به خواهران و برادرانش کمک کرد تا خانه خود را بازسازی کنند تا مادرشان را در برابر شوک و ناامیدی حمایت کنند. شاو خود در فعالیت‌های روزمره شرکت داشت در حفاری چاه، قطع درختان و برش و جمع‌آوری چوب برای شومینه بزرگ و…
با مرور زمان مشکلات خانوادگی آن‌ها بیشتر شد. در طی جنگ داخلی آمریکا، خواهر او هنگام تولد درگذشت و برادرش تام زخمی شد. زمانی که شاو پانزده ساله بود، او معلم مدرسه شد و پس از اینکه برادران و پدرش به فعالیت‌های جنگی پیوستند، او از درآمد معلمی اش به خانواده اش کمک می‌کرد.

## افتخارات
آنا هوارد شاو برندهٔ جوایزی همچون تالار مشاهیر زن میشیگان شده‌است.